# 2010–2011-es magyar női labdarúgó-bajnokság (másodosztály)
A magyar női labdarúgó-bajnokság másodosztályában 2010–2011-ben tíz csapat küzdött a bajnoki címért két csoportban. A bajnoki címet az Északi csoportban a Nyíregyháza Spartacus, a Déli csoportban a Szegedi AK szerezte meg és jutott az NB I-be.

## Végeredmény

### Északi csoport
| #  | Csapat                | M  | GY | D | V  | G+ – G– | GK   | P  | Megjegyzések |
| -- | --------------------- | -- | -- | - | -- | ------- | ---- | -- | ------------ |
| 1. | Nyíregyháza Spartacus | 16 | 11 | 2 | 3  | 44–217  | −173 | 35 | NB I         |
| 2. | Hegyvidék SE II       | 16 | 11 | 0 | 5  | 61–21   | +40  | 33 |              |
| 3. | Veszprém              | 16 | 7  | 2 | 7  | 39–41   | −2   | 23 |              |
| 4. | Soproni FAC           | 16 | 5  | 3 | 8  | 25–43   | −18  | 18 |              |
| 5. | Dorogi Egyetértés SE  | 16 | 1  | 3 | 12 | 18–61   | −43  | 6  |              |

### Déli csoport
| #  | Csapat                   | M  | GY | D | V  | G+ – G– | GK  | P  | Megjegyzések |
| -- | ------------------------ | -- | -- | - | -- | ------- | --- | -- | ------------ |
| 1. | Szegedi AK               | 16 | 16 | 0 | 0  | 70–10   | +60 | 48 | NB I         |
| 2. | Somogyjád SZKKSE         | 16 | 9  | 1 | 6  | 31–33   | −2  | 28 |              |
| 3. | Pécsi VSK                | 16 | 8  | 0 | 8  | 33–38   | −5  | 24 |              |
| 4. | Teskánd-Landorhegyi LSC  | 16 | 3  | 1 | 12 | 22–44   | −22 | 10 |              |
| 5. | Nagykanizsai TE 1866 MÁV | 16 | 2  | 2 | 12 | 15–45   | −30 | 8  |              |

## A góllövőlista élmezőnye
| Gól                                | Név               | Csapat                |
| ---------------------------------- | ----------------- | --------------------- |
| 18                                 | Varga Kinga       | Gizella Veszprémi SE  |
| 12                                 | Czégény Zsuzsánna | Nyíregyháza Spartacus |
| 11                                 | Kocsa Zsuzsanna   | Hegyvidék SE II       |
| 9                                  | Molnár Rózsa      | Hegyvidék SE II       |
| 8                                  | Staar Gabriella   | Hegyvidék SE II       |
| 8                                  | Faltusz Viktória  | Hegyvidék SE II       |
| Utolsó frissítés: 2011. június 30. |                   |                       |
| Forrás:MLSZ adatbank               |                   |                       |

| Gól                                | Név                  | Csapat           |
| ---------------------------------- | -------------------- | ---------------- |
| 16                                 | Baksa Katalin        | Szegedi AK       |
| 14                                 | Zimányi Kovács Anikó | Szegedi AK       |
| 12                                 | Horváth Hanna        | Szegedi AK       |
| 10                                 | Iván Viktória        | Pécsi VSK        |
| 8                                  | Bogyai Alexandra     | Somogyjád SZKKSE |
| 8                                  | Mátyás Noémi         | Somogyjád SZKKSE |
| Utolsó frissítés: 2011. június 30. |                      |                  |
| Forrás:MLSZ adatbank               |                      |                  |